# Gran sello del estado de Nevada
El gran sello del estado de Nevada (en inglés Great Seal of the State of Nevada) deriva del sello del Territorio de Nevada.
A medida en que Nevada se preparaba para acceder a la categoría de Estado en 1864, su Convención Constitucional empezaba a formalizar las características de su escudo oficial. Nevada fue admitida como estado el 31 de octubre de 1864, por proclamación del Presidente Abraham Lincoln. El 24 de febrero de 1866, el lema "Volens et Potens" (Estar Dispuesto y Capaz) se reemplazó por "All for Our Country" (Todo por Nuestro País).
En el escudo, los recursos minerales de Nevada aparecen representados, en primer término, por un minero de la plata y su equipo moviendo el cargamento de mena de una montaña. Delante de otra montaña se encuentra un centro de procesado del cuarzo. El transporte y las comunicaciones aparecen simbolizados por un tren de vapor en el fondo, y postes de telégrafo en la lejanía. La agricultura está representada por un haz de trigo, una hoz y un arado en primer plano. La belleza natural de Nevada está simbolizada por un sol naciente por entre los picos nevados. El círculo interior del sello lleva el lema "All for Our Country" (Todo por Nuestro País). El acceso de Nevada a la Unión como 36º estado se representa por 36 estrellas que completan el anillo interior. El perímetro del escudo muestra la inscripción "The Great Seal of the State of Nevada" (El Gran Sello del Estado de Nevada).